# Drebkau
Drebkau (dolnołuż. Drjowk) – miasto we wschodnich Niemczech, w kraju związkowym Brandenburgia, w powiecie Spree-Neiße. Drebkau leży na Dolnych Łużycach, 14 km na południowy zachód od Chociebuża.

## Współpraca międzynarodowa
- Czerwieńsk